# Fronte Nazionale (1997)
Ne doit pas être confondu avec Fronte Nazionale (1968) ou Fronte Nazionale (1990).
Le Fronte Nazionale (FN) est un parti politique italien fondé en 1997 et clairement inspiré par la formation française du même nom.

## Histoire

### Origines
Le 13 juillet 1997,  Adriano Tilgher, Tomaso Staiti de Cuddia et Enzo Erra convoquent une assemblée d'environ deux cents dirigeants et militants du Mouvement social flamme tricolore. L'assemblée conteste la direction du parti par Pino Rauti. Après une violente confrontation verbale, les trois hommes sont expulsés sous le prétexte qu'ils auraient « nui à l'activité du mouvement et à son ordre interne »,,,.
Le 26 septembre, la création d'un nouveau parti est annoncée publiquement: le Fronte nazionale. Jean-Marie Le Pen lui apporte immédiatement son soutien. De nombreuses polémiques auront lieu entre le nouveau parti et le MS-FT.
Des tentatives de rapprochements auront lieu par la suite, comme le 18 juillet 2000, lorsqu'une assemblée de délégués des deux partis est convoquée pour créer les possibilités d'opérer une fusion. Mais, le 17 décembre, cette tentative finit par échouer et les candidats continueront à se présenter de manière autonome aux élections.
À la même époque, les dirigeants, voulant éviter une possible confusion avec le Fronte Nazionale fondé en 1990 par Franco Freda, qui est par d'ailleurs dissout par décret ministériel le 9 novembre 2000, décident de changer le nom du parti en Fronte Sociale Nazionale.

### Tentatives d'élargissement
Le 18 décembre 2003, le Fronte Sociale Nazionale passe un accord avec Libertà di Azione d'Alessandra Mussolini (qui vient de quitter Alleanza Nazionale), Fiamma Tricolore de Luca Romagnoli et Forza Nuova de Roberto Fiore, pour constituer une alliance électorale en vue des élections européennes de 2004.  Ce sera le Movimento Sociale, rebaptisé plus tard Alternativa Sociale, qui se veut « l'unique parti à s'opposer au libéralisme dominant, le parti des gens et du peuple ». 
En prévision des élections anticipées de 2008, le Fronte Sociale Nazionale appelle à soutenir le parti La Destra de Francesco Storace, avec qui il conclut, le 16 mars, un « pacte fédératif ».
En décembre de la même année, Adriano Tilgher annonce la fusion du Fronte Sociale Nazionale dans le parti de Storace.

### La reconstitution de 2013
En 2013, Tilgher annonce son départ de La Destra et le retour à l'autonomie du Fronte Nazionale, qui reprend son nom initial.